# Oude Stadspolder
De Oude Stadspolder is een polder die behoort tot de Polders rond Biervliet, in de Nederlandse provincie Zeeland. 
Het is een polder van 45 ha, die de kern vormt van het stadje Biervliet. Deze oudlandpolder bleef, gedurende de diverse overstromingen en inundaties, droog, en het middelpunt van het Eiland van Biervliet, dat halverwege de 16e eeuw slechts geringe afmetingen had.
In de kern van Biervliet zijn de hoogteverschillen nog duidelijk waar te nemen.